# جيمي كروت
جيمي كروت (بالإنجليزية: Jimmy Crute؛ مواليد 4 مارس 1996) هو مقاتل فنون القتال المختلطة أسترالي.

## وصلات خارجية
- جيمي كروت على موقع يو إف سي (الإنجليزية)
- جيمي كروت على موقع شيردوغ (الإنجليزية)
- جيمي كروت على موقع Tapology.com (الإنجليزية)
- جيمي كروت على موقع IMDb (الإنجليزية)